# دختر گیبسون

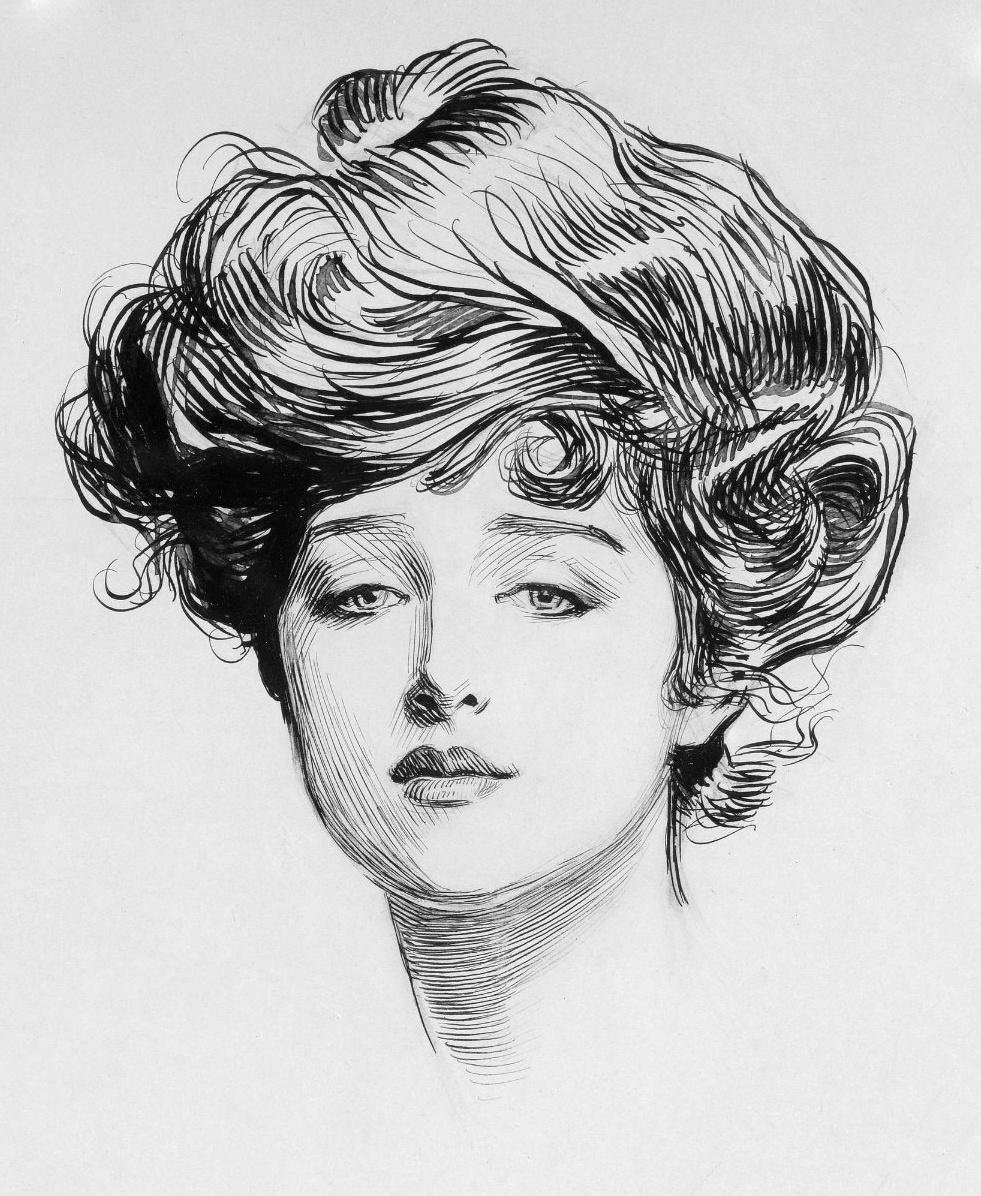
یک تصویر منتسب به دختر گیبسون از خالق و آفرینندهٔ آن، چارلز دانا گیبسون

دختر گیبسون (انگلیسی: Gibson Girl) یک شخصیت زنانهٔ دارای جذابیت جسمانی و ایدئال بود که به وسیلهٔ چارلز گیبسون در طی یک دورهٔ ۲۰ ساله و در اواخر سده نوزدهم تا اوایل سده بیستم در ایالات متحده آمریکا و کانادا به تصویر کشیده شد. اغلب این طرح‌ها به وسیلهٔ مداد طراحی و جوهر کشیده می‌شد. هنرمند این آثار چنین اذعان داشت که ایده‌های او برگرفته و ترکیبی از هزاران دختر آمریکایی است.

## تصاویر

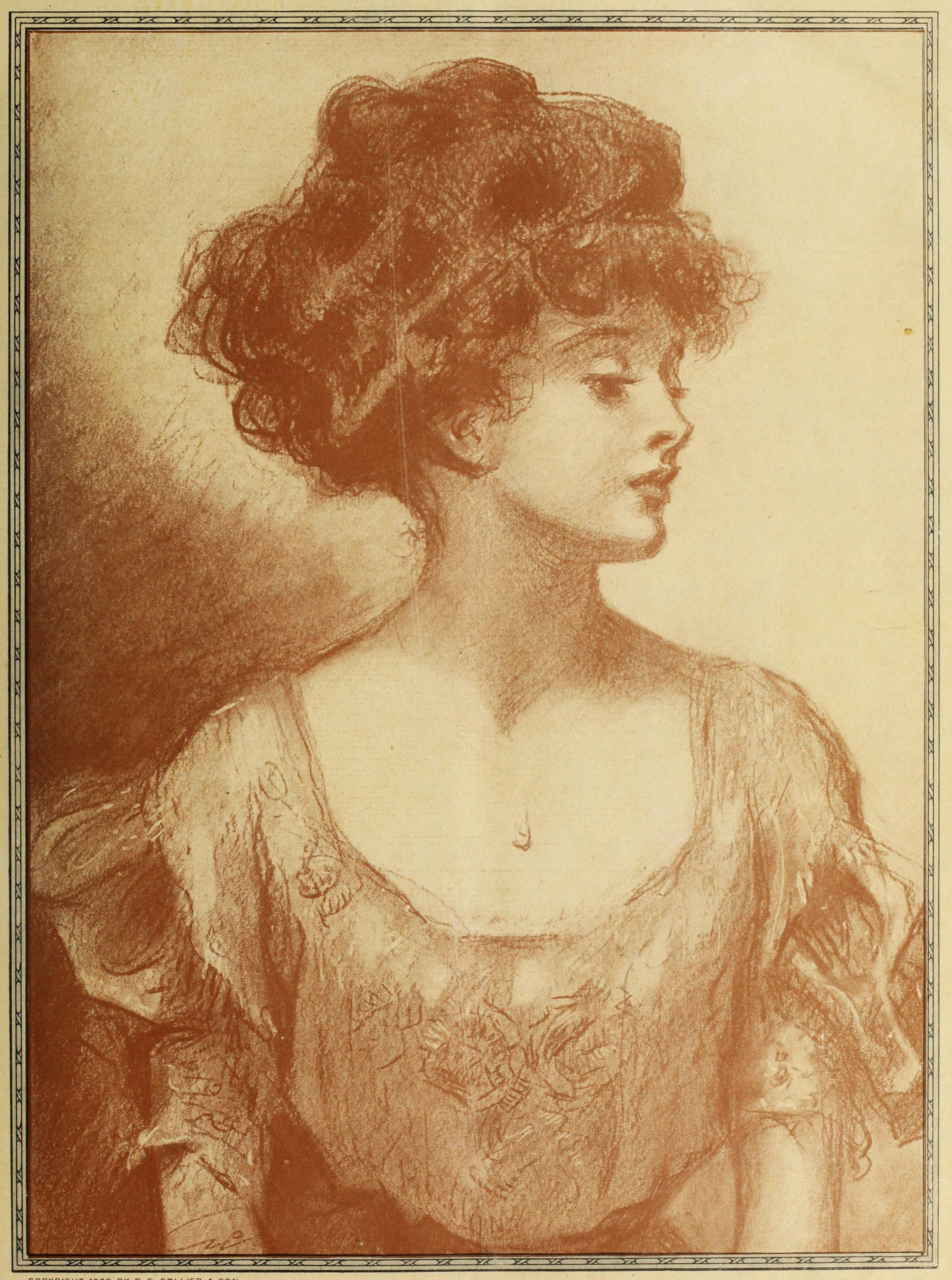
تصویر معروف به «دختر گیبسون» یک آیکون فرهنگی از اواخر قرن نوزدهم و اوایل قرن بیستم در ایالات متحده است که توسط چارلز دانا گیبسون، یک هنرمند و مصورساز آمریکایی، خلق شده است. این کاراکتر نمایانگر زن ایده‌آلی است که هم زیبایی و هم استقلال خود را به نمایش می‌گذارد. دختران گیبسون، که اغلب با موهای پیچیده و لباس‌های مدروز تصویر می‌شوند، به عنوان نمادی از زن مدرن و فعال جامعه آمریکا به‌شمار می‌روند. این تصاویر بر دیدگاه‌های اجتماعی و جنسیتی زمان خود تأثیر گذاشته و همچنان به عنوان بخشی از تاریخ فرهنگی و هنری آمریکا شناخته می‌شوند.

تصویر دختر گیبسون که در دهه ۱۸۹۰ به نمایش درآمد، شامل عناصر قدیمی‌تر مربوط به زیبایی جسمانی زنان قفقازی بود. عناصری همچون بانوی ظریف و زن شهوانی. بانوی ظریف دارای خطوط اساسی باریک و در عین حال حاکی از حس احترام بود و این در حالی بود که زن شهوانی، اغلب دارای سینه‌های بزرگ و باسن برجسته بود اما به هیچ عنوان مبتذل و هرزه نبود.

## نگارخانه

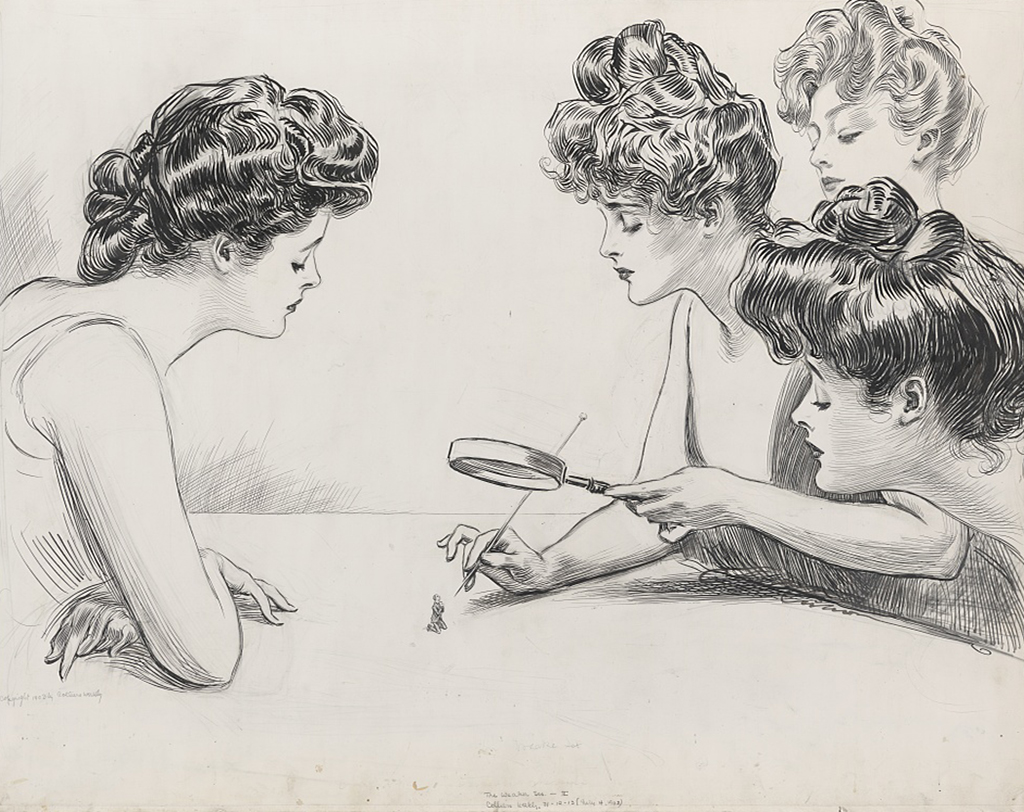
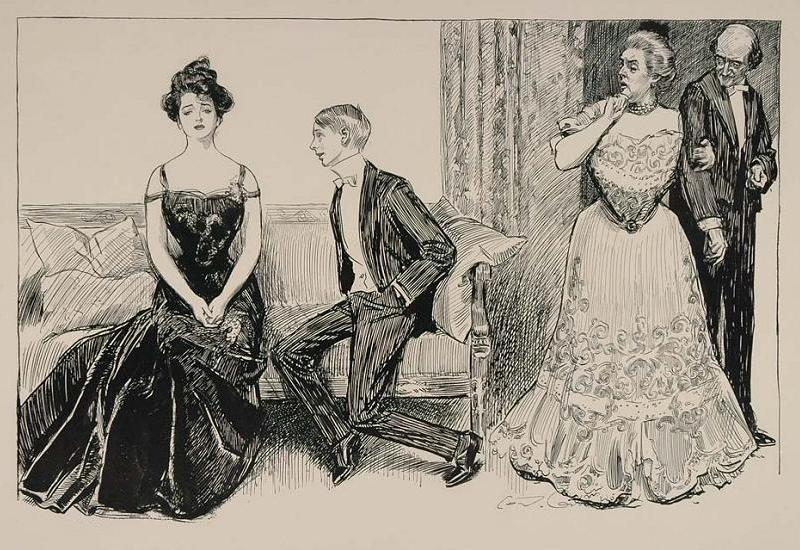
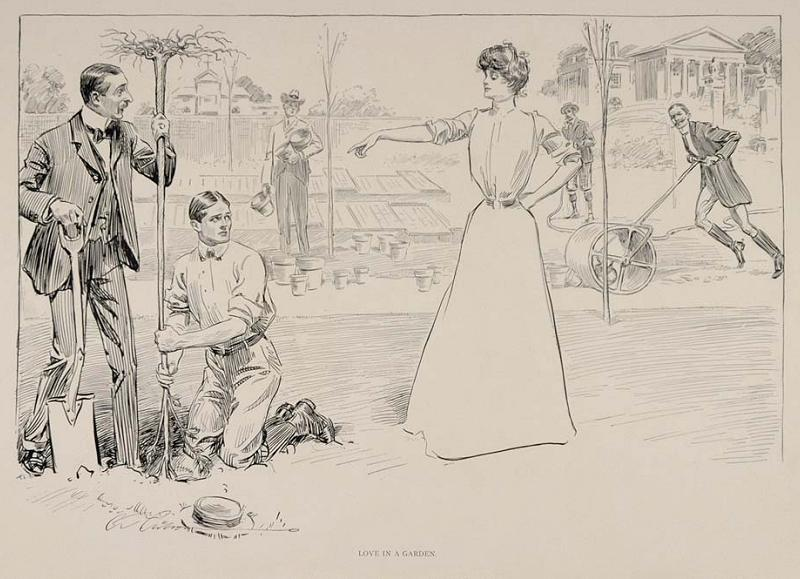
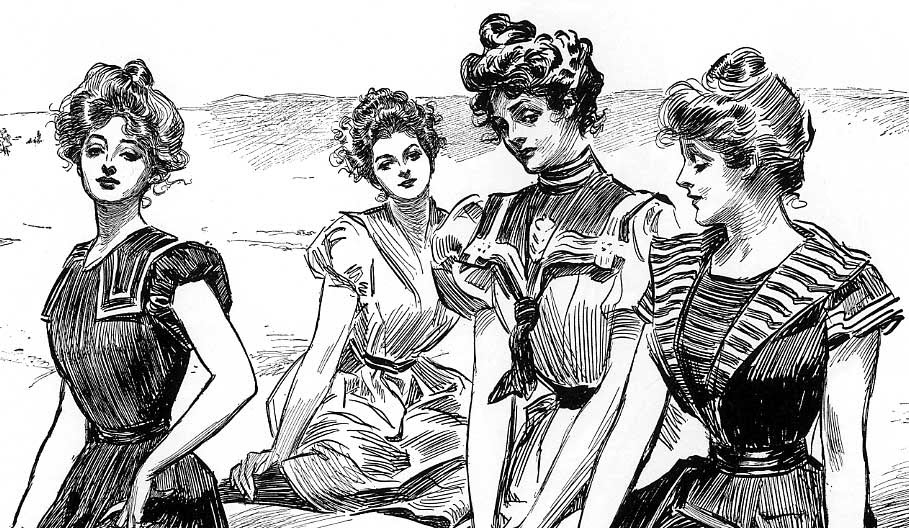